# Federico Moja

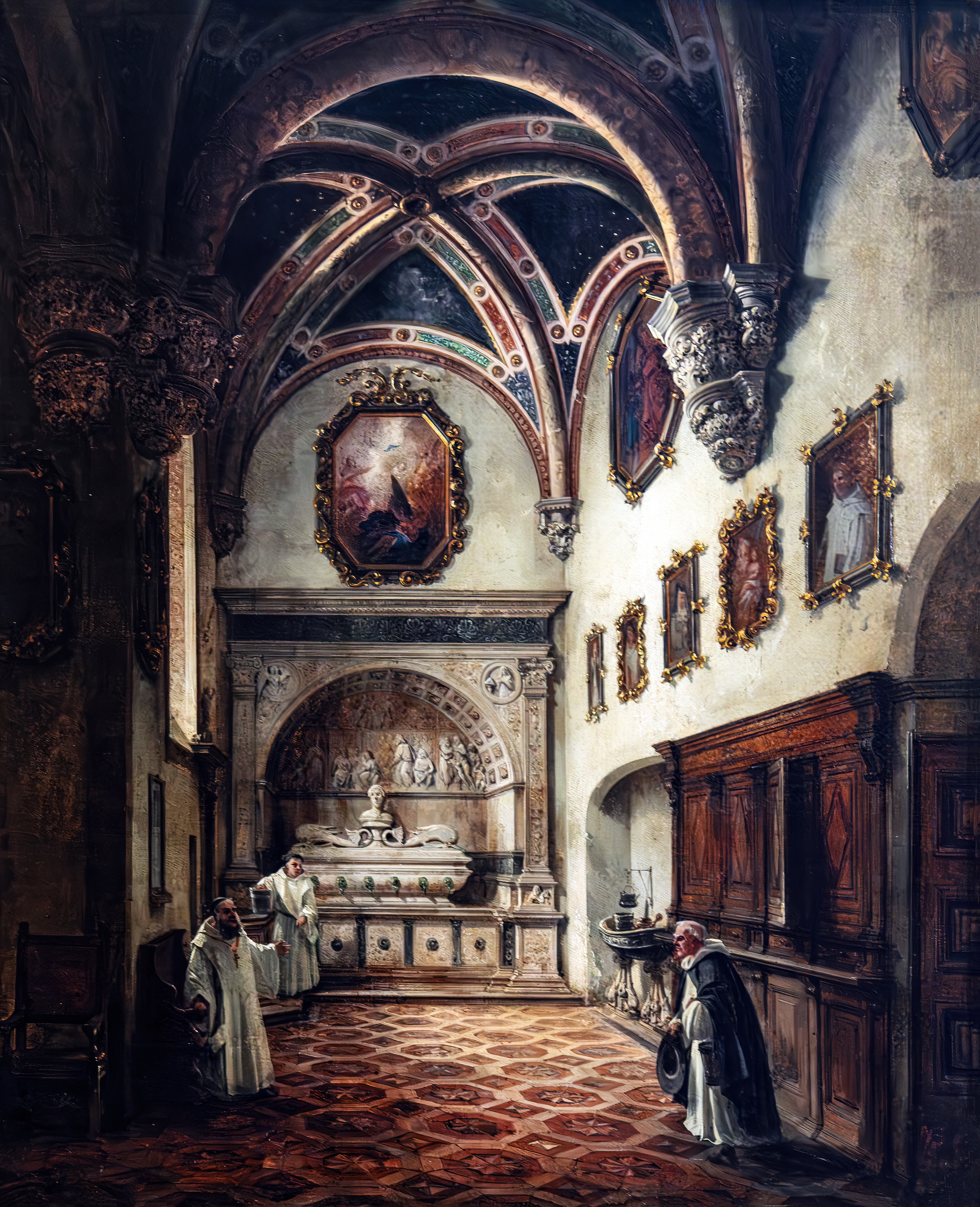
Intérieur de la Chartreuse de Pavie Gallerie dell'Accademia

Federico Moja, né le 20 octobre 1802 à Milan et mort le 29 mars 1885 à Dolo, est un peintre italien, connu pour ses vedute et ses vues sur l'architecture intérieure. 

## Biographie
Federico Moja naît le 20 octobre 1802 à Milan de Giuseppe Moia, dans une famille d'artistes. Il commence ses études à l'Académie des beaux-arts de Brera en 1818 et devient en même temps l'élève de Giovanni Migliara. Ses premières œuvres sont caractérisées par des vues urbaines en perspective, des intérieurs de monastères et des sujets de nature historique et littéraire traités dans le strict respect des enseignements de son maître. Un séjour à Paris et des voyages en France entre 1830 et 1834 lui fournissent de nouveaux sujets, dont l'église de Saint Germaine qui est peinte à plusieurs reprises, parfois à des intervalles de plusieurs années. 
En 1841, lorsque Luigi Bisi s'établit sur la scène artistique milanaise, Moja s'installe à Venise, où il est nommé professeur de perspective à l'Académie des Beaux-Arts en 1845. Il remplace Tranquillo Orsi à ce poste. Il commence à se spécialiser dans les vedutes de Venise et les villes de la région de la Vénétie, qui sont envoyés régulièrement aux expositions de l' Académie des Beaux-Arts de Milan et à la Società Promotrice di Belle Arti de Turin, et est probablement impliqué dans la décoration du Palazzo Reale à Venise en 1855. 
En 1875, à la fin de son engagement académique, il se retire à Dolo et continue de peindre les mêmes sujets sans aucune variation dans un style pictural désormais répétitif et dépassé. Il meurt à Dolo. 
Parmi ses élèves, figure Luigi Querena.
Il meurt le 29 mars 1885 à Dolo.